# Historický lexikon Švýcarska

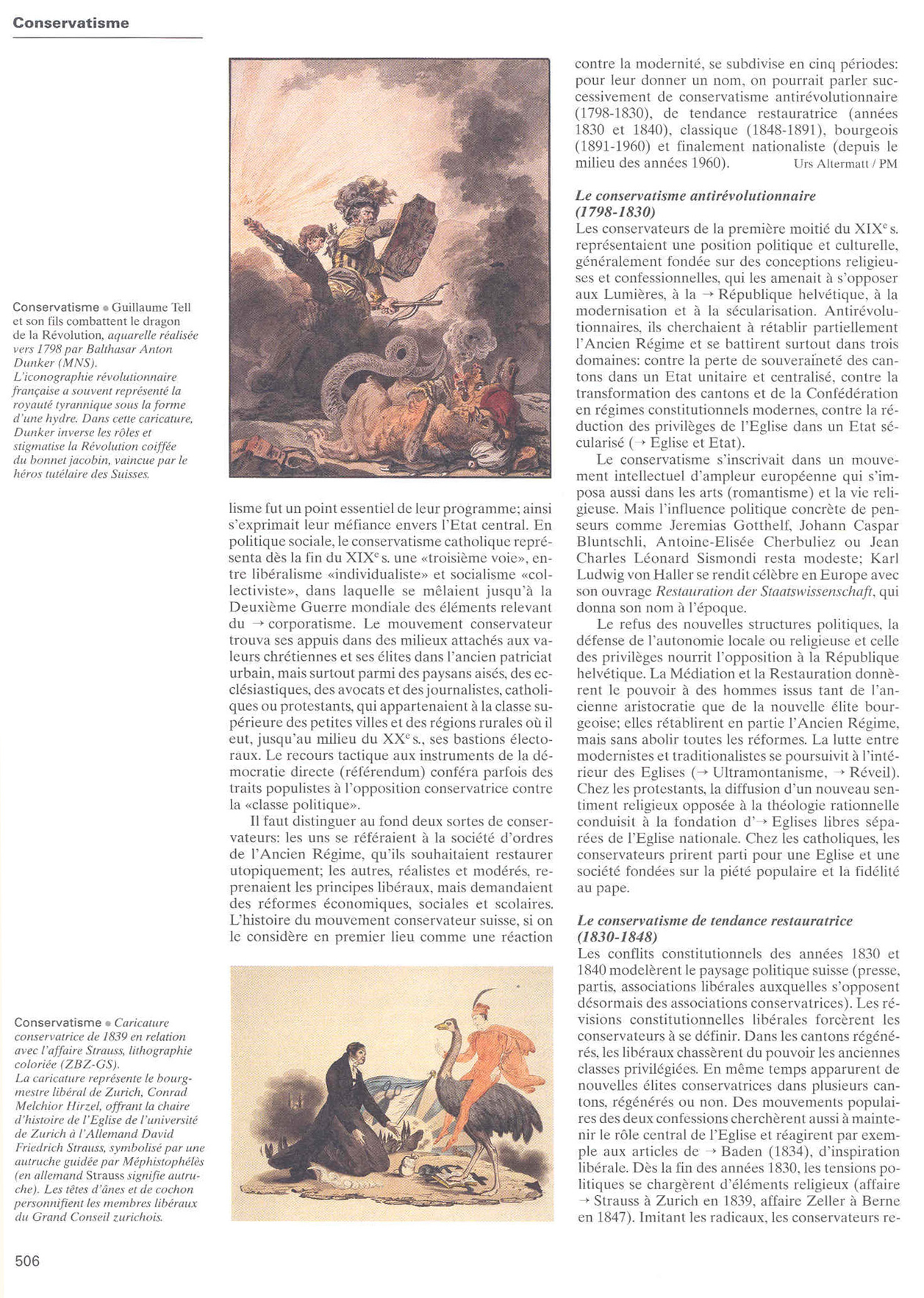
Stránka tištěného vydání HLS / DHS / DSS

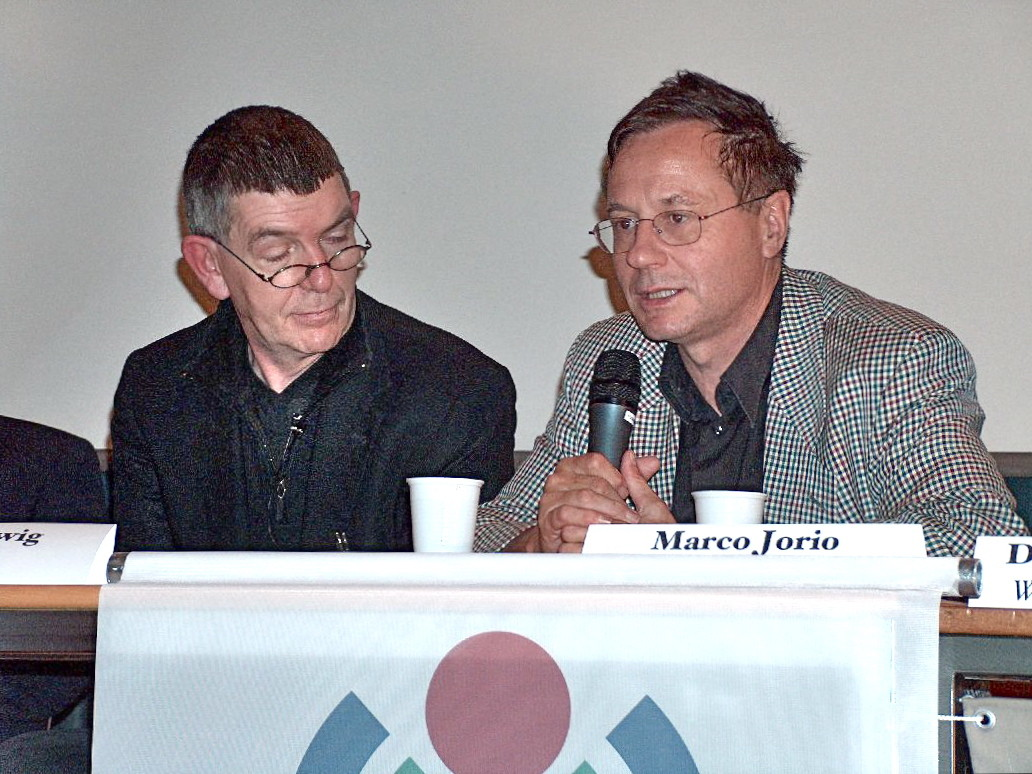
Wolf Ludwig a Marco Jorio na Wikipedia Day v Bernu, 2007

Historický lexikon Švýcarska je encyklopedie o dějinách a vývoji Švýcarska od jeho počátků až do dnešní doby.
Lexikon, započatý v roce 1988, je dílo 2500 autorů s téměř padesátičlennou redakcí, šéfredaktorem je historik Marco Jorio (stav 2012/13). Vydává jej nadace Stiftung Historisches Lexikon der Schweiz (HLS) pod patronátem Švýcarské akademie věd pro humanitní a sociální vědy (jedné ze čtyř organizaci Švýcarských akademií věd) a Švýcarské historické společnosti. Financuje jej Švýcarská konfederace ze spolkové části daní.
Předchůdcem Lexikonu byl Historicko-biografický lexikon Švýcarska, vydávaný Victorem Attingerem v letech 1921 až 1934.

## Tištěná verze
V době vzniku lexikonu, koncem osmdesátých let, byla jako jeho hlavní část plánována tištěná verze s vydáním jednoho dílu ročně, tak aby do roku 2014 celkové vydání obsahovalo třináct dílů s kolem 60.000 článků k osobám, rodinám a rodům, místům a věcným tématům.
V roce 2002 byl vydán první díl, na podzim 2012 jedenáctý – s celkově přes 36.000 hesly, tj. přes 100.000 články ve všech třech jazycích – v roce 2013 následuje díl dvanáctý.
Je vydáván v plném tematickém a regionálním rozsahu ve třech hlavních řečech Spolku. V řeči čtvrté, rétorománštině jsou od roku 1999 vydávány jednotlivé články, v letech 2010 a 2012 vydané celkově v obou plánovaných dílech částečné, hlavní celošvýcarské vydání doplňující, rétorománské publikace.
Tato hlavní vydání doplňují příležitostná vydání – např. v roce 2012 Schwyzer Band, soubor článků ke kantonu, regionu a obci (městečku) Schwyz.

## Lexikon online
Od roku 1998 je Lexikon – (interní) označení e-HLS – dostupný ve webové verzi třech hlavních jazyků, v plném rozsahu redakcí publikovaných článků, ale bez ilustrací (zatím) vyhrazených tištěnému vydání. Na přelomu 2012/13 s celkem přes 36.000 hesly, tj. přes 100.000 články ve všech třech jazycích (obdobně tištěné verzi). Od roku 2004 také v (částečné, hlavní vydání doplňující) rétorománské verzi.
Registr jmen je od roku 2009 propojen s Biografickým portálem, společným dílem akademiků německy mluvících zemí. K němu se připojují další země, v roce 2012 Holandsko a Slovinsko.